# Harold Brown
Harold Brown (født 19. september 1927 i New York City, død 4. januar 2019 San Diego, Californien) var en amerikansk kernefysiker og demokratisk politiker. Han var forsvarsminister under Jimmy Carter.